# フープ・スターペル
フープ・スターペル（Huub Stapel、1954年12月2日 - ）は、オランダの俳優。

## 出演作品
- ロストID
- ナイトメア・オブ・サンタクロース（聖ニコラス）
- イップ　翼をもった女の子（ワレ）
- ヒート 無法捜査線
- 静かの海
- ノッキン・オン・ヘブンズ・ドア（フランキー・“ボーイ”・ベルーガ）
- もうひとつのアンネの日記
- アムステルダム無情（エリック・フィッサー）
- あぶない家族
- 悪魔の密室